# 클레어 멜리스
클레어 멜리스(Claire Malis, 1943년 2월 17일 ~ 2012년 8월 24일)는 미국의 배우, 텔레비전 배우, 영화배우이다.
게리에서 태어났다.

## 영화
- 버터크리크의 악몽 (1997년)
- 피켓 펜스 (1992년)
- 다이빙 인 (1990, Diving In)
- 메이비 베이비 (1988년)
- 할아버지는 멋쟁이 (1986년)
- 비통한 사람들 (1984년)
- 남편들 (1970년)
- 원 라이프 투 리브 (1968년)